# Seeley (Californie)
Pour les articles homonymes, voir Seeley.
Seeley est une census-designated place du comté d'Imperial, dans l'État de Californie, aux États-Unis,. En 2020, elle compte une population de 1 729 habitants.